# Лист (офіційний)

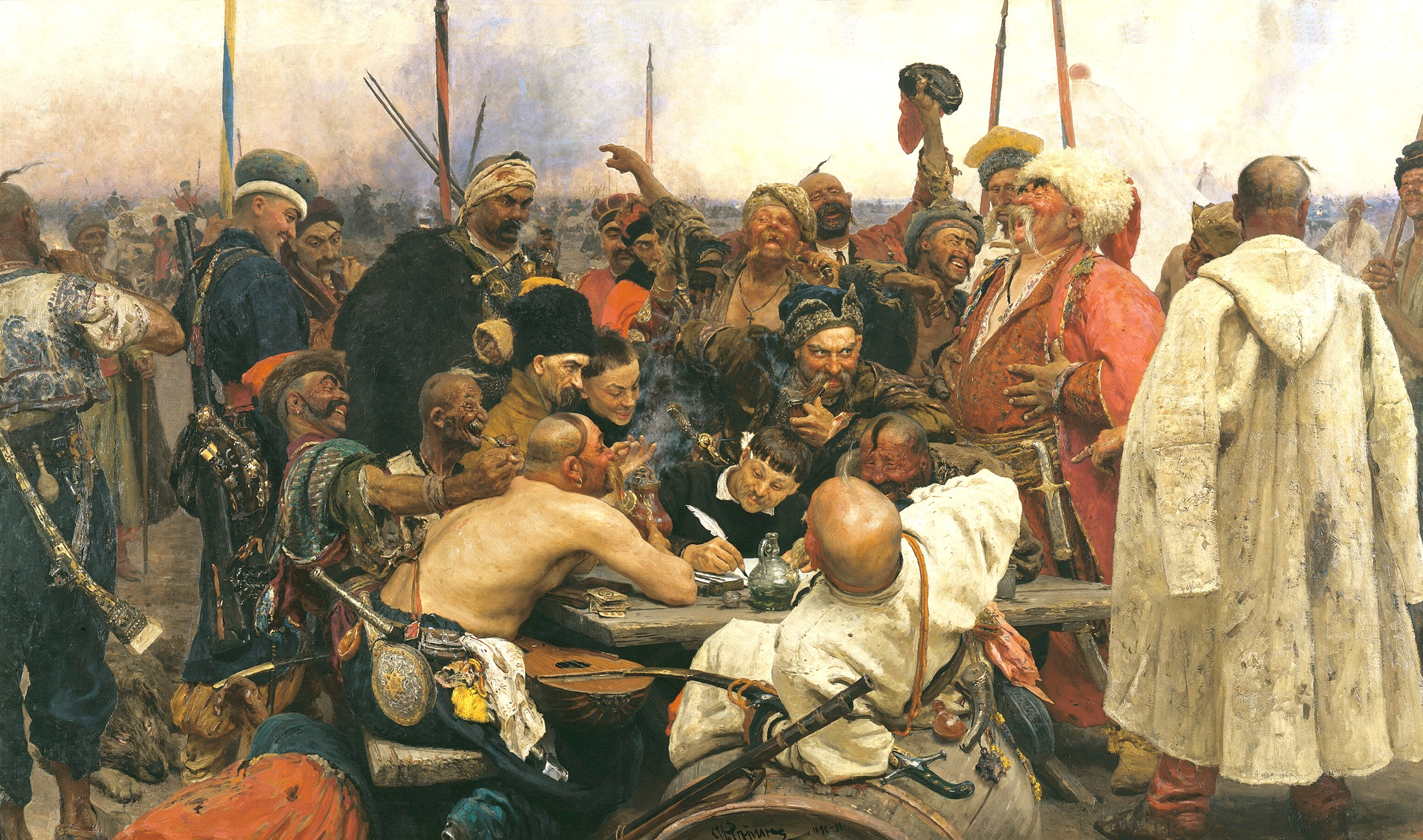
Запорожці пишуть листа турецькому султану, 1676р. (I. I. Рєпін, 1891)

Лист службовий або офіційний — це поширений вид документації, один із засобів обміну інформацією.
Офіційні листи належать до основних засобів встановлення офіційних, службових взаємин між підприємствами, організаціями, установами, фірмами та закладами.

## Види офіційного листування
1. Дипломатичне — офіційне листування міждержавних установ чи іноземних представництв у дипломатичній практиці.
2. Адміністративне — офіційне листування між органами управління (органи влади, керівні органи) та виконавцями (установи, підприємства, організації), а також їхніми структурними підрозділами.
3. Ділове (комерційне) — листування напівофіційного характеру між фірмами, установами тощо.

## Класифікація листів
Усі ділові листи за функціональними ознаками поділяють на дві групи:
1. Листи, що потребують відповіді. До них належать:
- листи-прохання;
- листи-звернення;
- листи-пропозиції;
- листи-запити;
- листи-вимоги.

2. Листи, які не потребують відповіді. Сюди належать:
- листи-попередження;
- листи-нагадування;
- листи-підтвердження;
- листи-відмови;
- супровідні листи;
- гарантійні листи;
- листи-повідомлення (інформаційні листи);
- листи-розпорядження.

За тематичною ознакою ділові листи поділяють на: 
I. Комерційні — використовуються при підготовці до укладення комерційної угоди, а також під час виконання умов договорів. До них належать такі ділові листи:
1. лист-відповідь — лист, що містить відомості, за які попередньо було зроблено запит;
2. лист-запит — лист, в якому адресант звертається з певним питанням до адресата, наприклад, звернення однієї сторони до іншої про бажання укласти угоду, як правило, без зазначення умов угоди або уточнити якесь питання при здійсненні угоди;
3. лист-інформація — містить інформацію про стан якихось справ, що можуть цікавити ту організацію, до якої цей лист надсилається;
4. лист-попередження — лист, в якому адресат попереджається про припинення попередньої домовленості, у разі невиконання ним своїх зобов'язань;
5. лист-пропозиція (оферта) — заява особи про бажання укласти угоду із зазначенням конкретних умов угоди;
6. лист-претензія (рекламація) — претензії до сторони угоди, яка порушила прийняті на себе за договором зобов'язання, і вимога відшкодування збитків;
7. лист-нагадування — містить нагадування про виконання домовленостей, зобов'язань і заходи, які будуть прийняті у разі їхнього невиконання;

II. Некомерційні — використовуються при вирішенні різноманітних організаційних, правових питань, економічних взаємин. До них належать:
1. лист-гарантія — містить в собі підтвердження певних зобов'язань або умов й адресується окремій організації чи установі.
2. інформаційний лист (лист-повідомлення) — передбачає інформування про якісь події чи факти, які становлять інтерес або можуть зацікавити адресата;
3. лист-підтвердження — містить підтвердження отримання якогось товару, згоди з чим-небудь, якогось факту тощо;
4. лист-подяка — містить вираз подяки з якогось приводу;
5. лист-привітання — містить вітання з якогось приводу;
6. лист-запрошення — містить запрошення на якийсь захід;
7. лист-прохання — містить прохання зробити або припинити якусь дію, спонукати до дії тощо;
8. лист-рекомендація — лист із попереднього місця роботи, що характеризує професійні якості здобувача роботи або лист із рекомендаціями відомого адресату листа партнера, фірми.
9. лист-співчуття — містить співчуття з якогось приводу;
10. інструкційний лист — містить вказівки та роз'яснення підвідомчим організаціям;
11. супровідний лист — складається для повідомлення адресату про направлення якихось супровідних (неадресованих) документів, матеріальних цінностей тощо

За структурою виділяють такі ділові листи:
1. Регламентовані — укладаються за певним встановленим зразком.
2. Нерегламентовані — містять авторський текст і складаються у вільній формі, не мають встановленого зразка.

За кількістю адресатів
1. Звичайні — надсилаються на одну адресу від імені одного кореспондента.
2. Циркулярні — надсилаються цілій низці установ (наприклад, керівною установою до своїх структурних підрозділів (кілька адрес)).
3. Колективні — надсилаються на одну адресу, але пишуть його від імені кількох кореспондентів.

За формою відправлення ділові листи можуть бути:
1. Конвертові — надіслані за допомогою пошти в конверті (поштове відправлення).
2. Електронні — надіслані в електронному вигляді на e-mail (електронна пошта).
3. Факсові — надіслані факсом (факсове повідомлення).

## Будова тексту листа
Зазвичай текст листа складається зі вступної й основної частин, логічно пов'язаних між собою.
У вступній частині зазначаються факти, події, обставини, що спричинили написання листа, посилання на нормативні документи, інструкції тощо.
В основній частині викладається зміст листа, в залежності від його тематичної ознаки — прохання, пропозиція, повідомлення тощо.
Тексти листів у порівнянні з іншими документами є найдемократичнішими та найбагатшими щодо використання лексико-граматичних і стилістичних мовних засобів.
Написання ділового листа — це справжнє мистецтво, адже тексти листів найменшою мірою трафаретизовані та уніфіковані. «Зазвичай ми дбаємо лише про те, щоб чітко і лаконічно викласти інформацію, а забуваємо, що ця кореспонденція не просто важлива частина бізнесу, а й наше обличчя». Щоб опанувати мистецтво листування, слід засвоїти правила ведення ділової кореспонденції.
Службові листи пишуть чи друкують на фірмовому бланку або чистому аркуші паперу лише з одного боку. Якщо лист складається з декількох аркушів, то на фірмовому бланку виконується лише перша сторінка, а наступні — на чистих аркушах. Для зручності з обох боків сторінки залишають поля: ліве — не менш як 30 мм; праве — не менше 8 мм; верхнє— 20 мм; нижнє—16...19 мм.
Нумерація сторінок. У листах, оформлених на двох і більше аркушах паперу, нумерацію сторінок починають з другої. Номери сторінок проставляють посередині верхнього поля арабськими цифрами на відстані не менш як 10 мм від верхнього краю.[джерело не вказане 95 днів] Біля цифр не ставлять ніяких позначок.
Рубрикація. Це членування тексту на складові частини, графічне відокремлення однієї частини від іншої. Рубрикація є зовнішнім вираженням композиційної будови листа. Найпростіша рубрикація в листах — поділ тексту на абзаци.
Абзац указує на перехід від однієї думки до іншої і має становити три інтервали від поля.
Типовий абзац має три частини:
1. Зачин (формулюється тема абзацу, тобто повідомляється, про що йтиметься далі);
2. Вислів (викладається головна інформація абзацу);
3. Коментарі (підсумовується те, про що йшлося в абзаці).

Текст листа друкується через півтора чи два інтервали. У дописі не повинно бути виправлень чи підчищень.
Не слід надсилати листа, написаного крізь копіювальний папір, це свідчить про неповагу до адресата.
Узвичаєно відповідати на листи якомога швидше. Фахівці з культури ділового листування визначають термін написання відповіді адресатові залежно від змісту листа.
Правила ввічливості вимагають відповісти на одержаний лист протягом 7—10 днів.
Отримавши лист-запит, що потребує докладного розгляду, слід упродовж трьох днів повідомити, що лист одержано, й дати остаточну відповідь протягом 30 днів.
Лист-вітання можна надсилати упродовж 8 днів з моменту отримання повідомлення про певну врочистість.
Лист-співчуття надсилається протягом 10 днів після сумної події.
Не варто відповідати на листа нашвидкуруч, зопалу, одразу після одержання прикрих, разючих відомостей.

## Реквізити офіційного листа
Основні (реквізити) листа за державним стандартом[яким?] такі:
1. Державний герб (для державних підприємств). Має бути розташовано посередині фірмового бланка або ліворуч над серединою рядка з назвою організації.
2. Логотип або емблема організації, установи чи підприємства. Відтворюється поряд із назвою організації.
3. Зображення державних нагород. Розташовуються у верхньому лівому кутку або посередині.
4. Код організації, установи чи підприємства.
5. Код документа за ОКУД (якщо є).
6. Найменування організації. Повна назва установи, організації чи підприємства — автора листа. Відтворюється угорі ліворуч за допомогою штампа або друкарським способом. (Назва структурного підрозділу. Дозволяється друкувати машинописним способом у верхньому лівому кутку).
7. Поштова та телеграфна адреса.
8. Номер телефону.
9. Номер факсу, телетайпа.
10. Номер рахунку в банку. Розташовують у верхньому лівому кутку, оформляють відповідно до поштових правил.
11. Дата. Дату (день, місяць, рік) записують здебільшого словесно-цифровим способом. На фірмових бланках дату листа ставлять ліворуч угорі на спеціально відведеному для цього місці. Якщо лист написаний не на фірмовому бланку, то дату вказують під текстом зліва.
12. Індекс документа.
13. Посилання на індекс та дату вхідного документа.
14. Адресат. Листи відправляють організації, установі чи підприємству, службовій або приватній особі. Назву установи і структурного підрозділу подають у називному відмінку, а найменування посади й прізвище — у давальному. Якщо листа призначено керівникові установи, назва якої входить до найменування посади, то прізвище й посаду подають у давальному відмінку, а назву установи — у родовому. В адресі можна вказувати лише назву посади, без прізвища та ініціалів особи, яка цю посаду обіймає. Це припустимо тільки за умови, якщо ця посада єдина в установі, організації чи на підприємстві. Якщо особа, якій надсилають листа, має вчене звання або науковий ступінь, то ці відомості подають перед прізвищем. Ступені й звання можна записувати у скороченій формі. До реквізиту «адресат» може входити поштова адреса. Якщо лист адресовано установі, поштову адресу вказують після назви установи, структурного підрозділу й прізвища службової особи. Реквізити адресата друкують з правого боку у верхній частині сторінки. Кожну складову листа — назву установи, підрозділу, посаду, прізвище та ініціали особи, поштову адресу — подають з нового рядка і з великої літери. На конверті повторюють адресу отримувача листа, починаючи з «Кому», а потім указують «Куди».
15. Заголовок до тексту. Починати листа треба із звертання, яке є загальноприйнятою формою ввічливості. Проблема вибору звертання є доволі делікатною. Найпоширенішими є такі звертання: Шановний (ім'я та по батькові)! Шановний пане/пані… ! Шановні панове! Шановні колеги! Вельмишановний добродію! Глибокошановний (ім'я та по батькові)! Високошановний пане… ! У листуванні прийнято зазначати звання адресата чи вказувати його професію: Високоповажаний міністре! Вельмишановний (високоповажний) професоре! Шановний директоре! До Президента держави слід звертатися так: Вельмишановний Пане Президенте! Пане Президенте! Необхідно запам'ятати й чітко дотримуватися форм звертання до служителів церкви: Всечесніший Отче Павле! Всесвітліший Отче! Ваше Блаженство! Блаженніший і дорогий Митрополите! В українській мові звертання вживають у формі кличного відмінка. Заміна його формою називного відмінка на зразок «Шановна Оксана Дмитрівна!», «Шановний директор!» є ненормативною. Зазвичай звертання до службової особи завершують знаком оклику і перше слово тексту листа пишуть з великої літери і з абзацу. Відсутність звертання може бути витлумачено як зневагу до адресата і порушення етикету ділового листування.
16. Допис. Текст листа складається з двох частин: опису фактів або подій, що послужили підставою для написання листа; висновків та пропозицій. Позначку про наявність додатка роблять ліворуч під текстом з нового рядка. Якщо ж лист містить велику кількість додатків, то окремо складають їх список, а в листі після тексту зазначають: Додаток: відповідно до списку на __ арк. Є два способи оформлення цих даних.
  1. Якщо лист містить додатки, про які згадувалося в тексті, або ті, що пояснюють його зміст, то відмітку оформляють так: Додаток: на _ арк. у _ прим.
  2. Якщо лист містить додатки, не зазначені в тексті, то їх слід перелічити із вказівкою на кількість сторінок у кожному з них і кількість примірників.
17. Підпис.
18. Прізвище та телефон виконавця. Підписує службовий лист переважно керівник установи (організації, підприємства), його заступник чи керівник структурного підрозділу. Якщо лист написано на фірмовому бланку установи, то зазначають лише посаду, ініціали та прізвище особи, яка підписує лист (назву установи не повторюють). Якщо лист написано не на фірмовому бланку, то вказують повну назву установи, посаду, ініціали та прізвище особи, котра підписує лист. Обов'язково додавати до листа контактну інформацію. Якщо лист не пакується до попередньо роздрукованого конверту, варто написати від руки ім'я, назву компанії та адресу у верхньому лівому куті[3].

## Законодавча регламентація в Україні
Інструкція з діловодства офіційно затверджена Кабінетом Міністрів України в Постанові №-1242 від 30.11.2011 і є обов'язковою для виконання усіма установами на території держави.

## Цікаві факти
Одним з найдавніших міждержавних офіційних листів що стосується України, є лист (сувій) турецького султана Мегмеда IV, володаря найпотужнішої на ті часи держави — Османської імперії гетьману Б. Хмельницькому, розміром 1,4 х 0,6 метри (в давнину, розмір листа зазвичай, відповідав статусу держави), який зберігається в Кам'янець-Подільському державному історичному музеї-заповіднику. Дев'ятирічний султан (напевно з допомогою 24 річної матері-султани українського походження, яка згодом стала валіде і регентом — Хатідже Турхан, та візира) 1651 року, напередодні битви під Берестечком, звертається до гетьмана, як: «до одного з найбільших володарів над народами християнського віросповідання, козацького гетьмана», де повідомляє, що особисто просив кримського хана Ісляма III Ґерая допомагати Хмельницькому у боротьбі проти Речі Посполитої і що в дарунок, відправляє гетьману золототканий халат на знак приятельських стосунків.